# Heteragrion mantiqueirae
Heteragrion mantiqueirae – gatunek ważki z rodziny Heteragrionidae.